# Asymetrická katalytická oxidace
Asymetrická katalytická oxidace je označení pro organické reakce, kde se substráty mění oxidací za přítomnosti katalyzátorů na enantiomerně čisté produkty.

## Reakce
- Jacobsenova epoxidace, přeměna alkenů na epoxidy pomocí salenových komplexů hořčíku a chlornanu sodného
- Sharplessova epoxidace, tvorba epoxidů z allylalkoholů s využitím isopropoxidu titaničitého, diethyltartarátu a terc-butylhydroperoxidu
- Sharplessova asymetrická dihydroxylace - příprava vicinálních diolů reakcí z alkenů a oxidu osmičelého za přítomnosti chirálních chininových ligandů
- Sharplessova oxyaminace
- Šiova epoxidace - alkeny se oxidují hydrogenperoxosíranem draselným za katalýzy chirální sloučeninou odvozenou od fruktózy
- Sulfonyloxaziridinová oxidace enolátů